# Rouez
Rouez, cũng gọi là Rouez-en-Champagne, là một xã thuộc tỉnh Sarthe trong vùng Pays-de-la-Loire phía tây bắc nước Pháp. Xã này nằm ở khu vực có độ cao từ 92-171 mét trên mực nước biển.